# 糸山大賀
糸山 大賀（いとやま たいが、2001年1月12日 - ）は、日本の元男子バレーボール選手である。

## 来歴
佐賀県嬉野市出身。小学校にサッカーチームがなかったため、小学生のときからバレーボールを始めた。
2016年、佐賀学園高等学校に進学。3年時の2018年、ユース日本代表に選出され、U18アジア選手権 (en) に出場してチームの優勝に貢献し、ベストセッター賞を受賞した。2019年、第71回全日本高等学校選手権大会（春高バレー）に出場した。同年、福岡大学に入学後、ユース代表としてU19世界選手権 (en) に出場した。2022-23シーズン、V.LEAGUE DIVISION1 MEN（V1男子）に所属するVC長野トライデンツの内定選手となった。
2023年、大学卒業後に、VC長野トライデンツに入団した。入団1シーズン目となる2023-24シーズンにV1男子の試合に出場し、Vリーグデビューを果たした。
2025年4月、2024-25シーズン限りでの現役引退が発表された。5月21日に引退選手として公示。

## 人物
- VC長野では伸和コントロールズ株式会社にアスリート社員として所属していた[8]。

## 球歴
- ユース日本代表
  - U18アジア選手権 - 2018年 (en) 
  - U19世界選手権 - 2019年 (en)

## 所属チーム
- 佐賀学園高等学校（2016-2019年）
- 福岡大学（2019-2023年）
- VC長野トライデンツ（2023-2025年）

## 受賞歴
- 2018年 - アジアユース選手権 (en)  ベストセッター賞